# Jockis gods

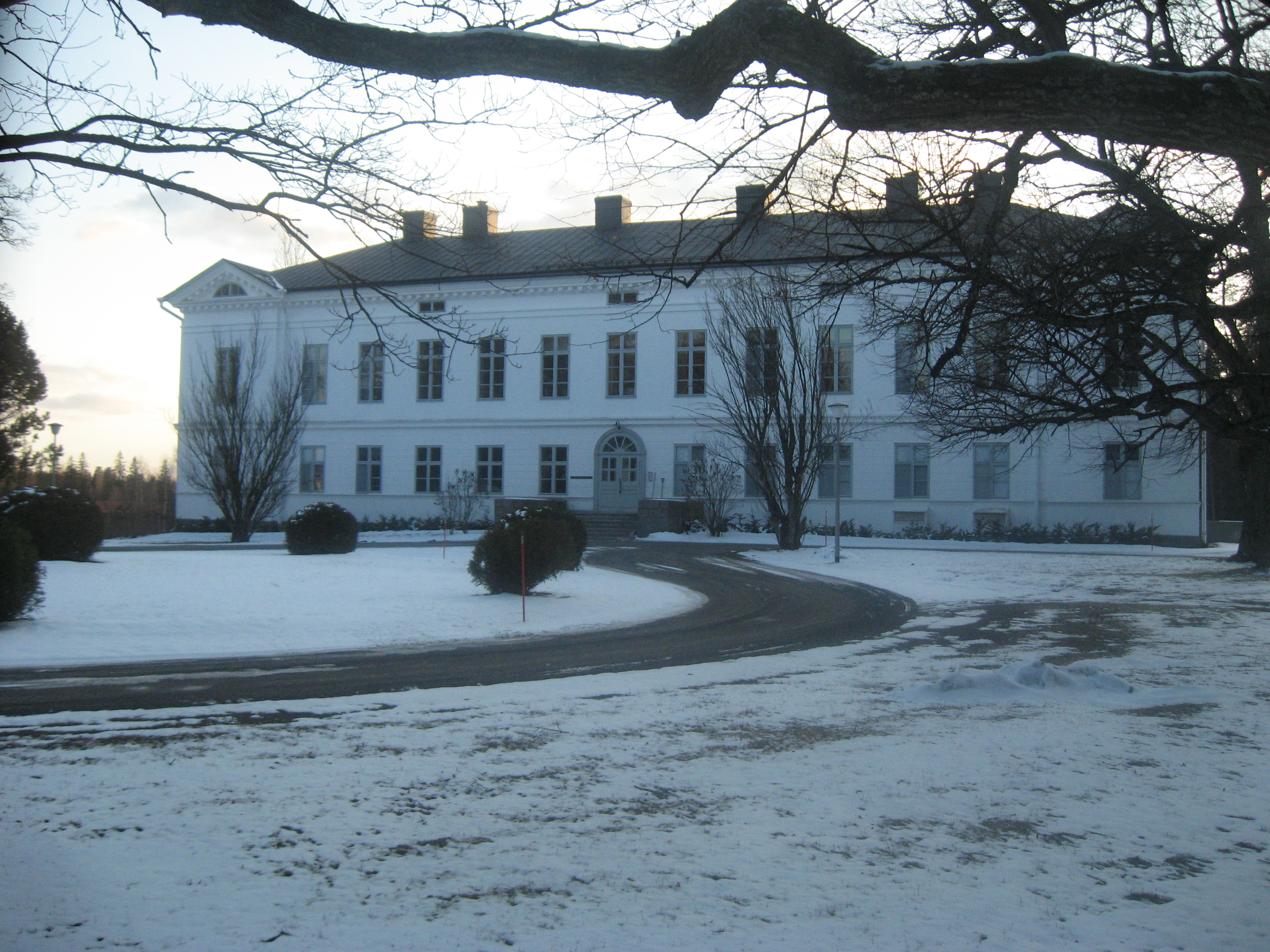
Jockis gods

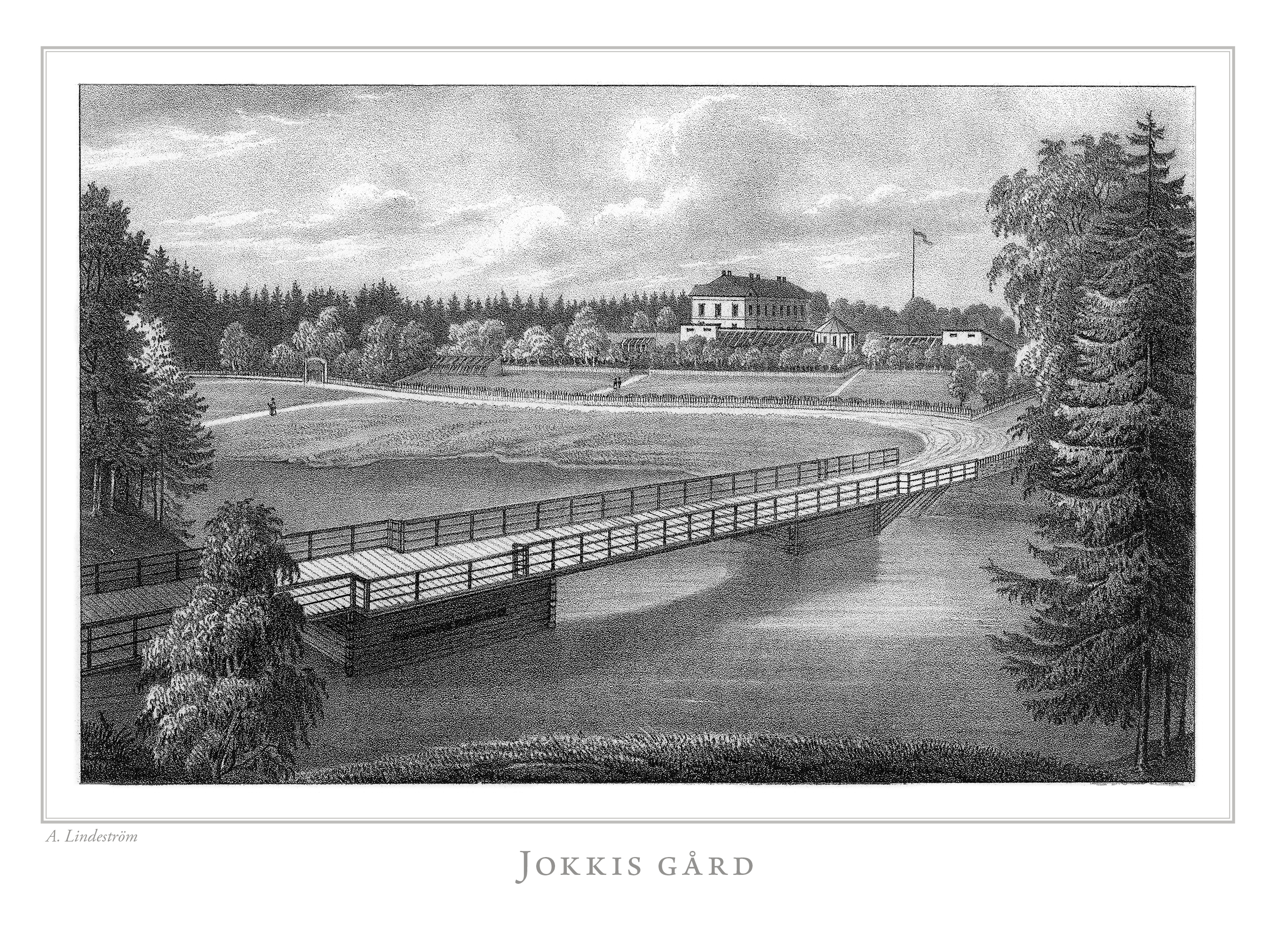
Litografi av Jokkis gård i Finland framstäldt i teckningar utgiven 1845-1852.

Jockis är ett gammalt järnbruk och högst betydande jordagods i Jockis, Tavastland. Det privilegierades 1804. Jockis–Forssa järnväg var en 1897 fullbordad, 22 km lång, smalspårig enskild järnväg, som utgjorde förbindelse mellan Forssa bruk och Jockis gods med Humppila station på Åbo-Toijala-banan. År 1918 övergick godset och järnvägen i statlig ägo efter mordet på godsägaren Alfred Kordelin. Av smalspårsbanan återstår Jockis museijärnväg. 